# Rhönklub
Der Rhönklub e. V. (kurz RK) ist ein länderübergreifender Heimat- und Wanderverein in Bayern, Hessen und Thüringen mit Sitz in Fulda. Eingetragen ist er in das Vereinsregister des Amtsgerichts Fulda (VR 483). Mit 20.000 Mitgliedern in 77 Zweigvereinen (Stand: März 2025) gehört er zu den großen deutschen Wandervereinen im Verband Deutscher Gebirgs- und Wandervereine.

## Ziele
Er wurde am 6. August 1876 in Gersfeld mit dem Ziel gegründet, die Rhön als Wandergebiet zu erschließen. Heutige Zielsetzung ist die Erhaltung der wertvollen Natur- und Kulturlandschaft der Rhön unter ökologischen Gesichtspunkten, insbesondere:
- der Erhalt seltener Pflanzen
- die Pflege heimischer Tiere und der allgemeine Schutz der Kreaturen
- die Bewahrung wertvoller Kulturgüter
- die Pflege heimischen Brauchtums
- der Erhalt des bodenständigen Liedgutes
- das bewusste Sprechen der Mundart
- die Bemühungen um alte Kulturgüter

## Geschichte

### Gründung

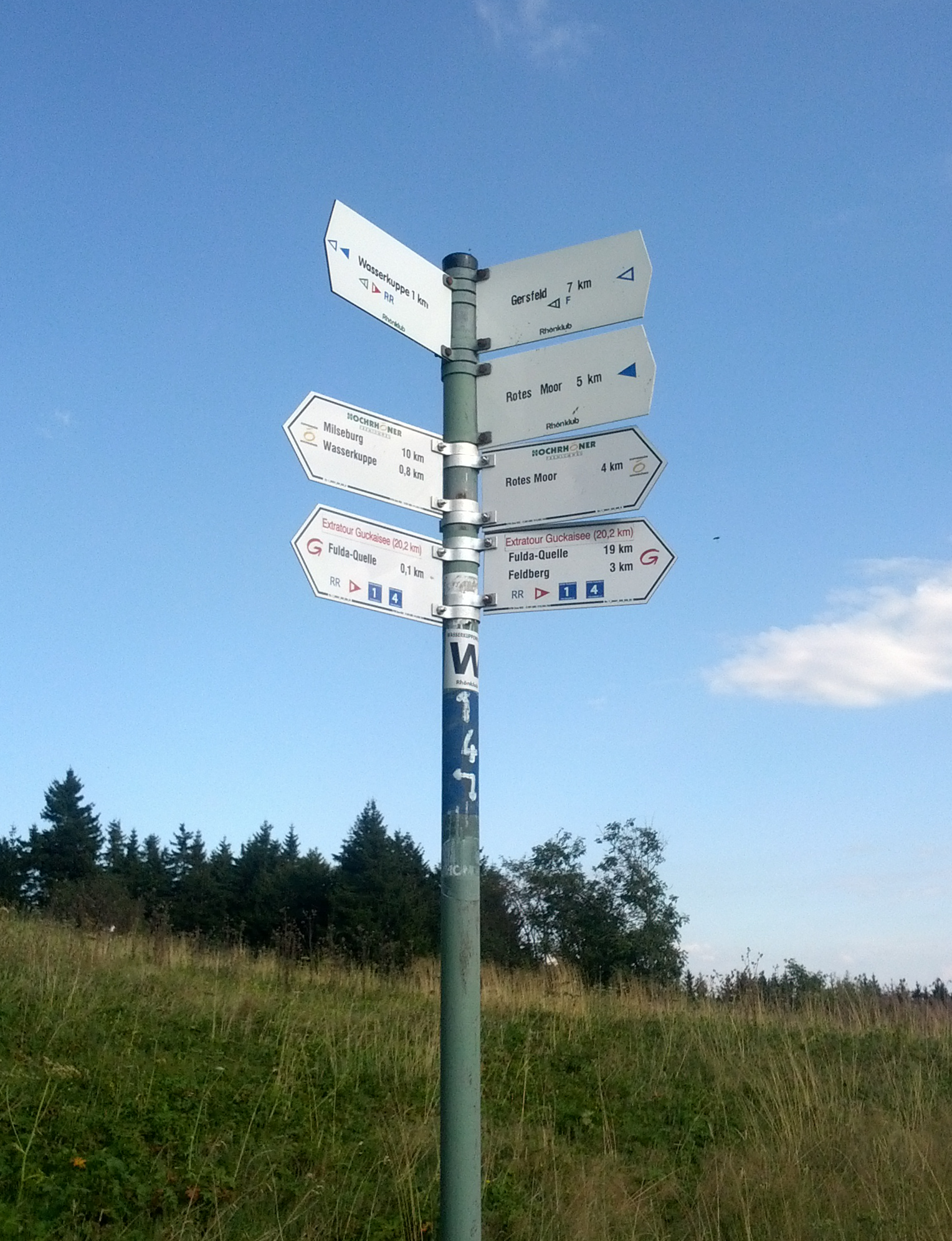
Wegweiser: Wanderwege des Rhönklubs nahe der Fuldaquelle

Am 6. August 1876 kam es auf Anregung des Fuldaer Arztes Justus Schneider (1842–1904) in Gersfeld zur Gründung des Rhönklubs. Da in anderen Gegenden Deutschlands bereits Gebirgsvereine gegründet waren, fasste er den Entschluss, zur Gründung eines Rhönklubs aufzurufen.
Die Einladung zur Gründungsversammlung hatte folgenden Wortlaut:

„Wenn auch die Rhön unstreitig eines der schönsten Gebirge Deutschlands ist, so wird es doch von Fremden noch verhältnismäßig wenig besucht. Die Reisenden halten das Gebirge für unwirthlich, rauh und kalt und scheuen wegen angeblichen Mangels an Verkehrswegen und comfortablen Gasthäusern den Besuch. Wir halten es als Freunde des Gebirges für unsere Pflicht, den vermeintlichen und wirklichen Mißständen, die sich dem Besuche der Touristen hinderlich zeigen, entgegenzutreten und suchen, dieses durch Bildung eines Rhönklubs zu erreichen. Aufgabe desselben soll sein, die Gebirgswege zu verbessern, Wegweiser zu errichten, Aussichtspunkte und Ruheplätze herzustellen, Führer auszubilden und auf Verbesserung der Gasthäuser einzuwirken, sodann auch durch Wort und Schrift für den Besuch der Rhön zu wirken und zu werben. Der Rhönklub soll in allen in der Rhön und deren Umgebung liegenden Orten Mitglieder zu gewinnen suchen; die Geldmittel sollen durch regelmäßige Beiträge, deren Höhe dem Belieben derselben anheim gegeben ist, beschafft werden. Wir wollen deshalb eine allgemeine Partie nach Gersfeld, als möglichst centralem Orte, auf den 6. August 1876 veranstalten. Dortselbst sollen die Erschienenen sich als Generalversammlung constituieren und ein definitives Comite wählen, dem die Leitung des Vereins übertragen wird. Wir laden Sie zu dieser Partie ein und bitten, im Kreise Ihrer Bekannten für die Beteiligung an derselben und für den Beitritt zum Rhönklub zu wirken. Zeit und Local der Versammlung werden durch die Blätter veröffentlicht werden. Am Nachmittag findet ein Ausflug auf den großen Nallen statt.“

Obwohl die Rhön schon immer ein „geteiltes“ Land war, fanden sich aus 16 Orten weit mehr Rhönfreunde in Gersfeld ein, als erwartet. Der Rhönklub wurde mit großer Begeisterung gegründet, Justus Schneider wurde der erste Präsident und Fulda Sitz des Vereins. Die Vertreter der 16 anwesenden Städte und Dörfer gründeten zeitnah „Sektionen“ (heute Zweigvereine).
Die Zahl der „Sektionen“ und die Zahl der Mitglieder wuchsen ständig. Ein besonderes Anliegen war es dem Präsidenten, allen Bewohnern der Rhön zu dienen. Die Zugehörigkeit zu den drei Ländern Preußen, Bayern und Thüringen, warf erhebliche Probleme auf, der Rhönklub verbindet bis heute die Bewohner.

### Toten-Ehrenmal

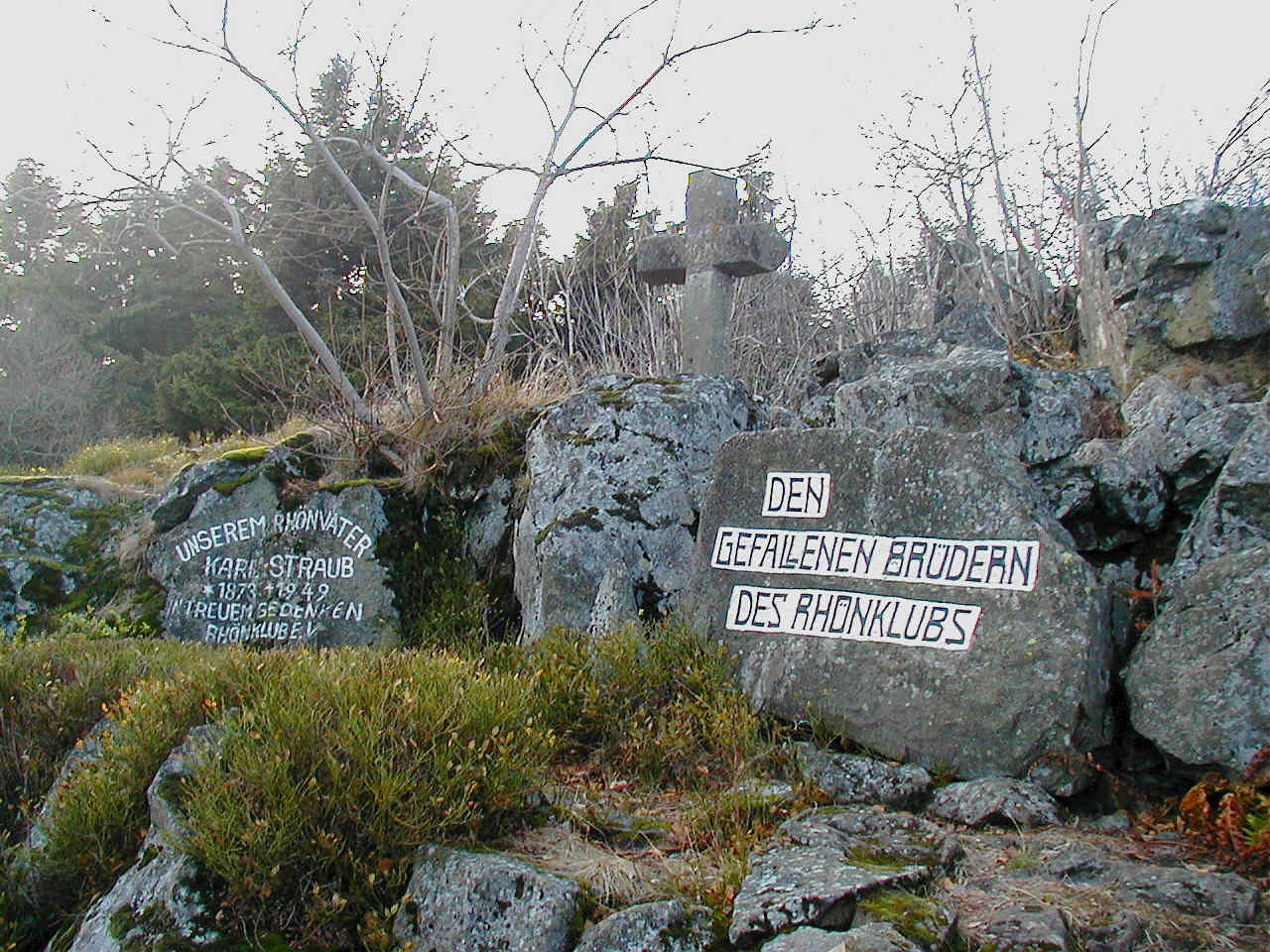
Gedenkstätte auf dem Heidelstein in der Rhön

Die Idee zum Toten-Ehrenmal auf dem Heidelstein entstand 1923, es wurde im selben Jahr eingeweiht. Jährlich im September wird dort der Verstorbenen des Rhönklubs im Rahmen der „Heidelsteinfeier“ gedacht.

### Frühe Jahre
Im Jahre 1926 zählte der Rhönklub 70 Zweigvereine. Ein großes Wanderwegenetz war aufgebaut worden, auf den Bergen entstanden Rhönklubhütten. Der Volksschullehrer Karl Straub hatte 1929 erstmals im Auftrag des Hauptvorstandes des Rhönklubs einen Rhönkalender herausgegeben, der bis heute jährlich aufgelegt wird.

### Zweiter Weltkrieg und die Nachkriegsjahre
Bei Ausbruch des Zweiten Weltkrieges übernahm Oswald Milker die Vereinsführung und rettete den Rhönklub über die Zeit des Nationalsozialismus. Er musste sich 1941 in „Rhönbund“ umbenennen, und das eigenständige Vereinsleben kam zum Erliegen, aber er überlebte.
In der unmittelbaren Nachkriegszeit  ruhte zunächst jegliche Vereinstätigkeit, doch bereits 1946 erschien die erste Nummer der Rhönwacht als einfaches Doppelblatt. Nur noch 3000 Mitglieder zählte der Gesamtverein. 16 Zweigvereine in Thüringen wurden in der DDR als „faschistische Vereine“ verboten. Der Eiserne Vorhang trennte den Verein. Ostflüchtlinge kamen in die Rhön, ihnen gab der Verein eine neue Heimat.
Der fünfte Präsident Josef Hans Sauer schuf den Posten des Hauptkulturwartes. Der Rhönklub dürfe nicht nur ein Wanderverein sein, sondern müsse sich auch um die Pflege und Erhaltung von Traditionen, Brauchtümern und Kulturgütern der Rhönheimat bemühen.
1976 zählte der Rhönklub in 71 Zweigvereinen über 15.000 Mitglieder. Alfons Lühn, der sechste Präsident, steigerte die Mitgliederzahl. Er setzte eine Satzungsänderung durch, der zufolge dem Naturschutz eine größere Bedeutung beigemessen werden konnte.
Nach seinem Ausscheiden übernahm 1989 mit Regina Rinke erstmals eine Frau aus dem bayerischen Teil der Rhön die Leitung des Rhönklubs.

### Wiedervereinigung
1989 vollzog sich die politische Wende, für den Rhönklub bedeutete die Einheit Deutschlands die Öffnung nach Thüringen. Spontan entstanden in 19 Orten Thüringens neue oder auch alte Rhönklub-Zweigvereine. Die erste Gründung erfolgte bereits am 6. Dezember 1989 in Oberalba. Am 28. Dezember 1989 gründete sich der Zweigverein Dermbach wieder, der 1876 bereits zu den Gründungsvereinen gezählt hatte.

### Deutscher Wandertag 2008 in der Rhön
Vom 26. bis 30. Juni 2008 veranstaltete der Rhönklub in Fulda und der Rhön den 108. Deutschen Wandertag unter dem Motto „Wandern & Mehr“.

## Gliederung

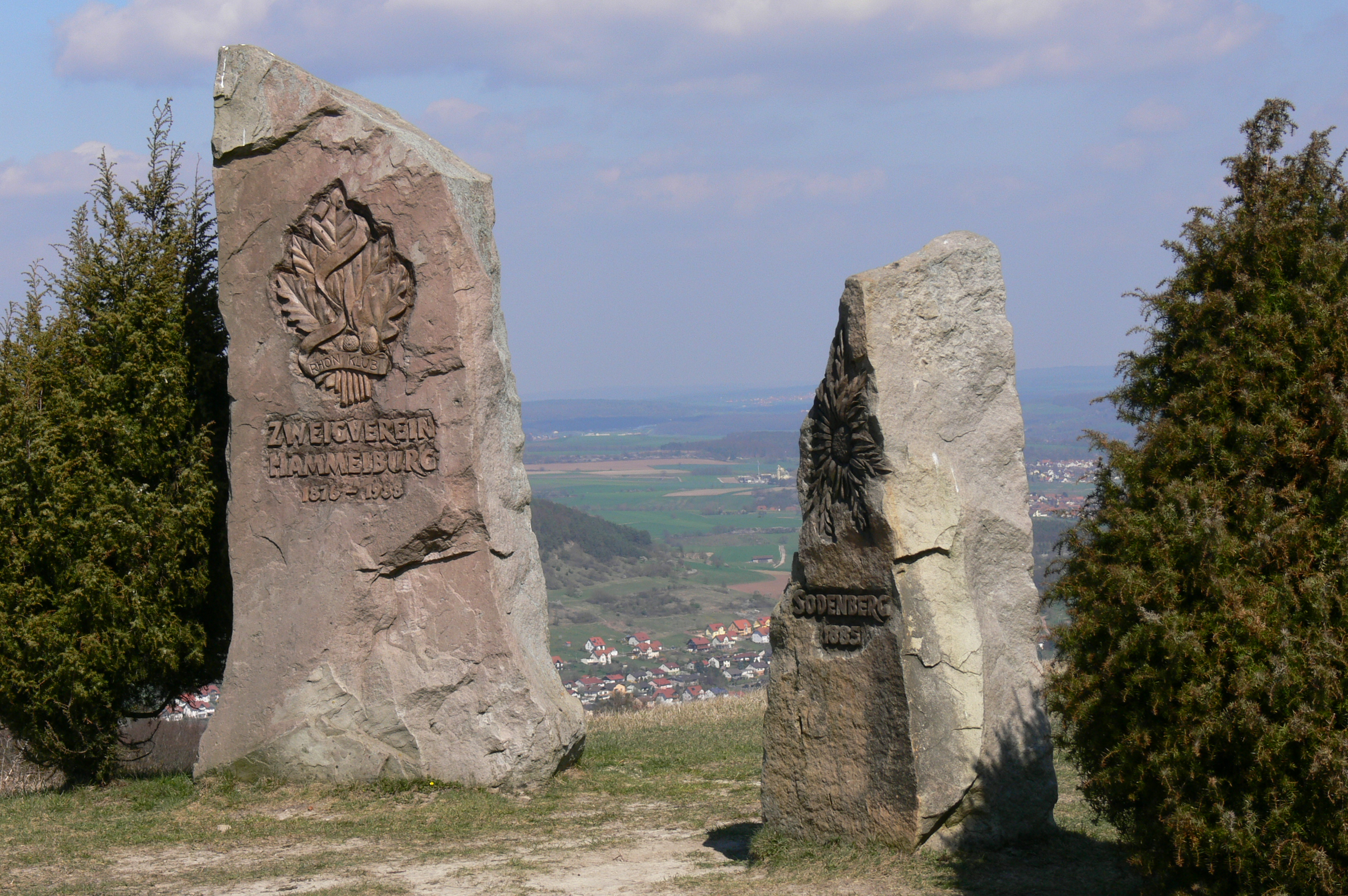
Gedenkstein „Rhön Klub Zweigverein Hammelburg 1876–1988“ im NSG Sodenberg-Gans

Die 77 Zweigvereine gehören dem Hauptverband an. Bereits am Beginn des 20. Jahrhunderts hatte der Rhönklub zur Verwaltungsvereinfachung das Gebiet der Rhön in Gaue eingeteilt. Es gab einen Nord-Ost-Gau, einen Nord-West-Gau, einen Süd-Ost-Gau und einen Süd-West-Gau. Später entschied man sich zur Umbenennung und benannte die Gaunamen nach den Flüssen der Rhön. Durch den Wegfall des Werragaues (in der ehemaligen DDR gelegen) kam es nach dem Krieg zur Gründung des Ulstergaues. Im Jahr 2008 wurden die Gaue in Regionen umbenannt. 2011 fusionierten die Regionen Saale und Sinn zur Region Saale/Sinn. So gibt es nun die Region Werra, Region Fulda, Region Saale/Sinn, Region Ulster.

## Zweigvereine
- Rhönklub Aschaffenburg[6]
- Rhönklub Bachrain
- Rhönklub Bad Brückenau[7]
- Rhönklub Bad Kissingen[8]
- Rhönklub Bad Königshofen
- Rhönklub Bad Neustadt
- Rhönklub Bad Salzungen[9]
- Rhönklub Bastheim
- Rhönklub Batten-Findlos[10]
- Rhönklub Bischofsheim-Kreuzberg[11]
- Rhönklub Breitungen[12]
- Rhönklub Burghaun
- Rhönklub Burkardroth[13]
- Rhönklub Dalherda
- Rhönklub Dermbach
- Rhönklub Dietershausen
- Rhönklub Dipperz[14]
- Rhönklub Eichenzell[15]
- Rhönklub Eisenach
- Rhönklub "Eisgraben" in Hausen (Rhön)[16]
- Rhönklub Eiterfeld
- Rhönklub Elters[17]
- Rhönklub Fladungen[18]
- Rhönklub Florenberg[19]
- Rhönklub Fulda[20]
- Rhönklub Garitz[21]
- Rhönklub Geisa[22]
- Rhönklub Gersfeld[23]
- Rhönklub Hammelburg
- Rhönklub Hanau
- Rhönklub Hettenhausen
- Rhönklub Hilders[24]
- Rhönklub Hofbieber[25]
- Rhönklub Hünfeld[26]
- Rhönklub Kaltennordheim
- Rhönklub Kaltensundheim
- Rhönklub Kleinsassen
- Rhönklub Klings
- Rhönklub Künzell[27]
- Rhönklub Lahrbach[28]
- Rhönklub Meiningen[29]
- Rhönklub Melkers[30]
- Rhönklub Mellrichstadt[31]
- Rhönklub Milzgrund
- Rhönklub Motten[32]
- Rhönklub Münnerstadt[33]
- Rhönklub Neuhof[34]
- Rhönklub Niesig[35]
- Rhönklub Oberalba
- Rhönklub Oberbach[36]
- Rhönklub Oberelsbach
- Rhönklub Oberweißenbrunn[37]
- Rhönklub Ostheim
- Rhönklub Petersberg[38]
- Rhönklub Poppenhausen[39]
- Rhönklub Roßdorf
- Rhönklub Rother Kuppe
- Rhönklub Salz[40]
- Rhönklub Schmalkalden[41]
- Rhönklub Schmalnau
- Rhönklub Schondrahöhe in Völkersleier
- Rhönklub Schwarzenfels
- Rhönklub Schweinfurt[42]
- Rhönklub Seiferts[43]
- Rhönklub Simmershausen[44]
- Rhönklub Stockheim
- Rhönklub Tann[45]
- Rhönklub Thalau
- Rhönklub Unterelsbach[46]
- Rhönklub Unterwaldbehrungen
- Rhönklub Vacha[47]
- Rhönklub Walddörfer[48]
- Rhönklub Weyhers
- Rhönklub Wickers
- Rhönklub Wildflecken
- Rhönklub Würzburg[49]
- Rhönklub Wüstensachsen

## Berghäuser und Wanderhütten

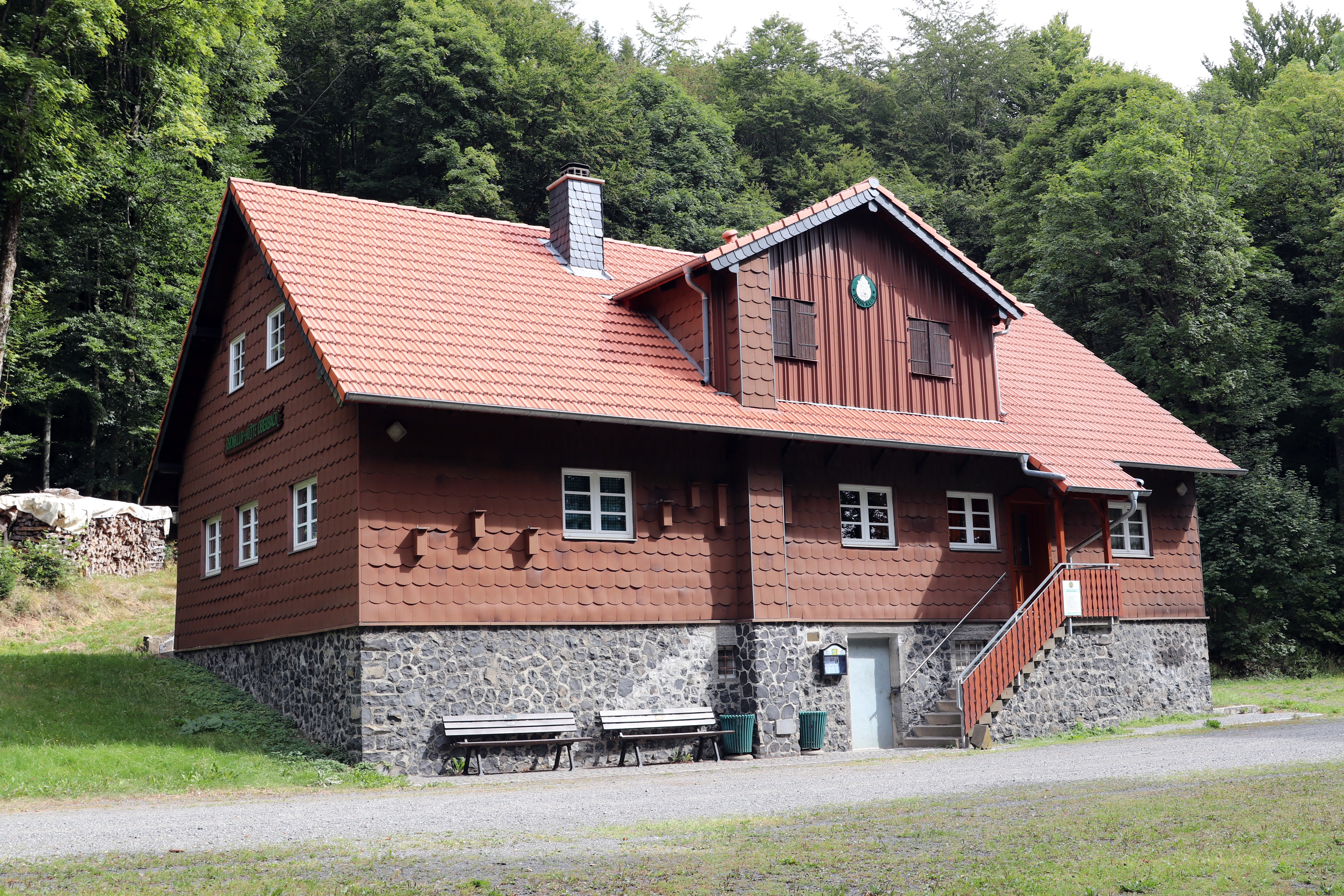
Rhönklubhütte in Oberbach

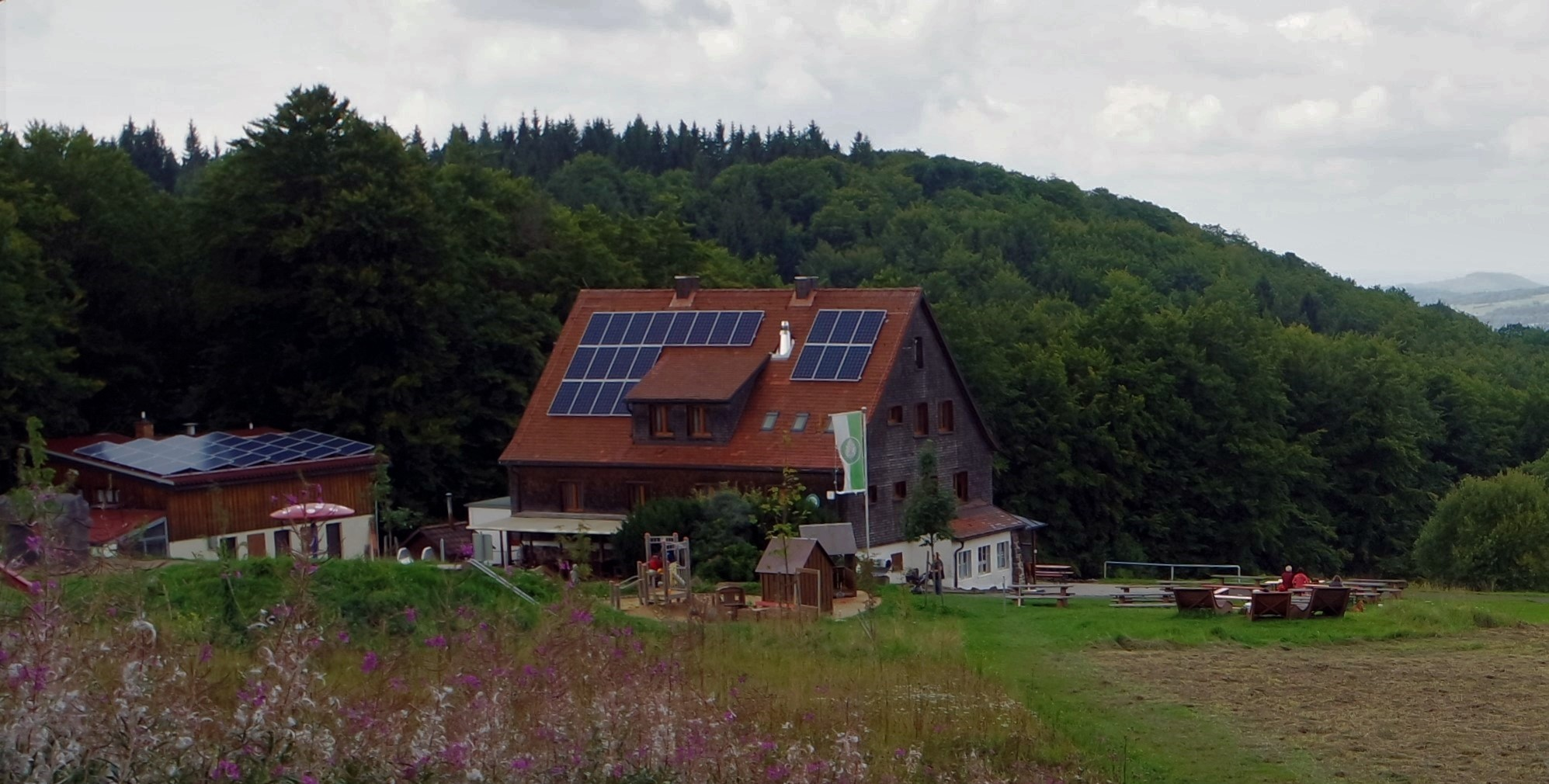
Würzburger Karl-Straub-Haus in den Schwarzen Bergen

Der Rhönklub und dessen Zweigvereine haben in den ersten Jahren und Jahrzehnten nach ihrer Gründung sechs große Berghäuser und mehr als 30 Hütten in allen Teilen der Rhön errichtet und verpachtet, die Wander- und Naturfreunde zum Verweilen und Rasten einladen sollen. Die großen Häuser bieten Übernachtungsmöglichkeiten – von der einfachen Unterkunft über Zimmer mit Dusche/Bad und WC bis zur Ferienwohnung –, Gastronomie und Kinderspielplätze.
Folgende Häuser und Hütten gibt es in der Rhön:
- Berggasthof Rother Kuppe
- Burganlage Lichtenburg
- Dermbacher Hütte
- Emberghütte
- Fuldaer Haus
- Karl-Heise-Hütte
- Kissinger Hütte
- Melkerser Wanderhütte
- Meininger Hütte
- Melkerser Wanderhütte
- Milseburghütte
- Neustädter Haus
- Öchsenberghütte
- Rauschenberghütte
- Rhönklubhütte am Eichenzeller Wartturm
- Rhönklubhütte Eiterfeld
- Rhönklubhütte Oberbach
- Salzunger Hütte
- Schweinfurter Haus
- Waldheim Niesig
- Wanderhütte auf dem Pleß
- Würzburger Karl-Straub-Haus

## Vereinszeitschrift
Das erste Erscheinen der Vereinszeitschrift Die Rhön (zwischenzeitlich Rhönwacht) fiel in die Amtszeit des zweiten Präsidenten Karl Wegener. Seit 1912 erscheint diese Zeitschrift vierteljährlich. Ihre Herausgabe wurde nur kurz durch die beiden Kriege unterbrochen. Weil es eine Webseite der Musikgruppe Rhoenwacht gibt, über die rechtsradikales Liedgut verbreitet wird, wurde die Zeitschrift 2009 in Die Rhön – Wandern & mehr umbenannt.

## Präsidenten
| Amtszeit  | Präsident        |
| --------- | ---------------- |
| 1876–1904 | Justus Schneider |
| 1904–1913 | Karl Wegener     |
| 1913–1939 | Hugo Pfeiffer    |
| 1939–1961 | Oswald Milker    |
| 1961–1976 | Josef Hans Sauer |
| 1976–1989 | Alfons Lühn      |
| 1989–2011 | Regina Rinke     |
| 2011–2013 | Ewald Klüber     |
| 2014–2024 | Jürgen Reinhardt |
| seit 2024 | Klaus Neisser    |

## Auszeichnungen
Die folgenden Zweigvereine des Rhönklubs erhielten die Eichendorff-Plakette:
- 1987 Zweigverein Mellrichstadt[54]
- 1987 Zweigverein Weyhers[55]
- 1988 Zweigverein Bischofsheim-Kreuzberg[56]
- 1988 Zweigverein Gersfeld[57]
- 1988 Zweigverein Hünfeld[58]
- 1988 Zweigverein Poppenhausen[59]
- 1989 Zweigverein Hilders[60]
- 1997 Zweigverein Vacha[61]
- 2006 Zweigverein Bad Königshofen[62]
- 2011 Zweigverein Kassel[63]
- 2012 Zweigverein Wüstensachsen[64][65]
- 2013 Zweigverein Hofbieber[66]